# جيمس بيج
جيمس بيج (بالإنجليزية: James Page)‏ (1 أبريل 1971 ببيتسبورغ في الولايات المتحدة - ) هو ملاكم أمريكي، صنّف ضمن فئة وزن الويلتر.

## روابط خارجية
- جيمس بيج على موقع بوكس ريك (الإنجليزية) (registration required)